# 小田垣雅也
小田垣 雅也（おだがき まさや、1929年1月30日 - 2019年2月21日）は、日本のキリスト教神学者、牧師。ブルトマン学派の神学的解釈学の検討から出発し、生涯にわたって信仰と理性の「間」を思索した。神を「合理主義的認識構図を越えた全体性」、あるいは「無」ととらえる観点から、近現代のプロテスタント神学、とくにカール・バルト以降の現代神学の様々な潮流を読み解き、「非閉鎖的」な神学の可能性を探究した。後年は、これらの探究を「ネオ・ロマンティシズム」の神学という形で、独自の神学思想へと結実させた。また、神学研究のかたわらに多くのエッセイを残した。

## 略歴
1959年：青山学院大学神学科卒業。1964年：同大学院博士課程修了。1969年：ドゥルー大学卒。Ph.D.　青山学院大学文学部専任講師、国立音楽大学教育部教授を歴任。1975年より「みずき教会」（家庭集会）を主宰。

## 主要著作
- 『解釈学的神学』（創文社、1975年）
- 『知られざる神に：現代神学の展望と課題』（創文社、1980年）
- 『哲学的神学』（創文社、1983年）
- 『キリスト教概説』（国立音楽大学、1985年）
- 『現代思想の中の神：現代における聖霊論』（新地書房、1988年）
- 『神学散歩』（虹企画、1990年）
- 『ロマンティシズムと現代神学』（創文社、1992年）
- 『四季のパンセ：信仰とユーモア』（リトン、1993 年）
- 『キリスト教の歴史』（講談社学術文庫、1995年）
- 『現代のキリスト教』（講談社学術文庫、1996年）
- 『ネオ・ロマンティシズムとキリスト教』（創文社、1998年）
- 『それは極めて良かった』（リトン、2000年）
- 『憧憬の神学：キリスト教と現代思想』（創文社、2003年）
- 『一緒なのにひとり』（リトン、2004年）
- 『コニュニケーションと宗教』（創文社、2006年）
- 『友あり』（日本出版センター、2009年）

## 共著
- 『現代における神の問題』山本和編（創文社、1978年）
- 『神観の研究：小田切信男博士感謝記念論文集』日本神観研究会編（創文社、1978年）
- 『歴史の中のイエス：高柳伊三郎先生85歳祝賀論集』中村民男、川島貞雄編（新疆出版社、1983年）
- 『日本神学史』（ヨルダン社、1992年）

## 翻訳
- J. A. T. ロビンソン『神への誠実』(日本基督教団出版局、1964年）
- マイケルソン『実存と歴史：歴史のかなめ』
- ペリカン『イエス像の二千年』（講談社学術文庫、1998年）
- ペリカン『文化史の中のイエス：世紀を通じての彼の位置』新地書房、1991年